# Lista de lemas dos estados dos Estados Unidos

Eureka, o lema de origem grega da Califórnia (CA), sobre sobre o selo estatal.

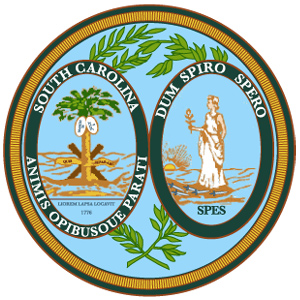
Carolina do Sul (South Carolina, SC) com a peculiaridade de ter dois lemas estatais.

In God we trust ("Em Deus confiamos"), o lema da Flórida (FL), que coincide com o do governo federal.

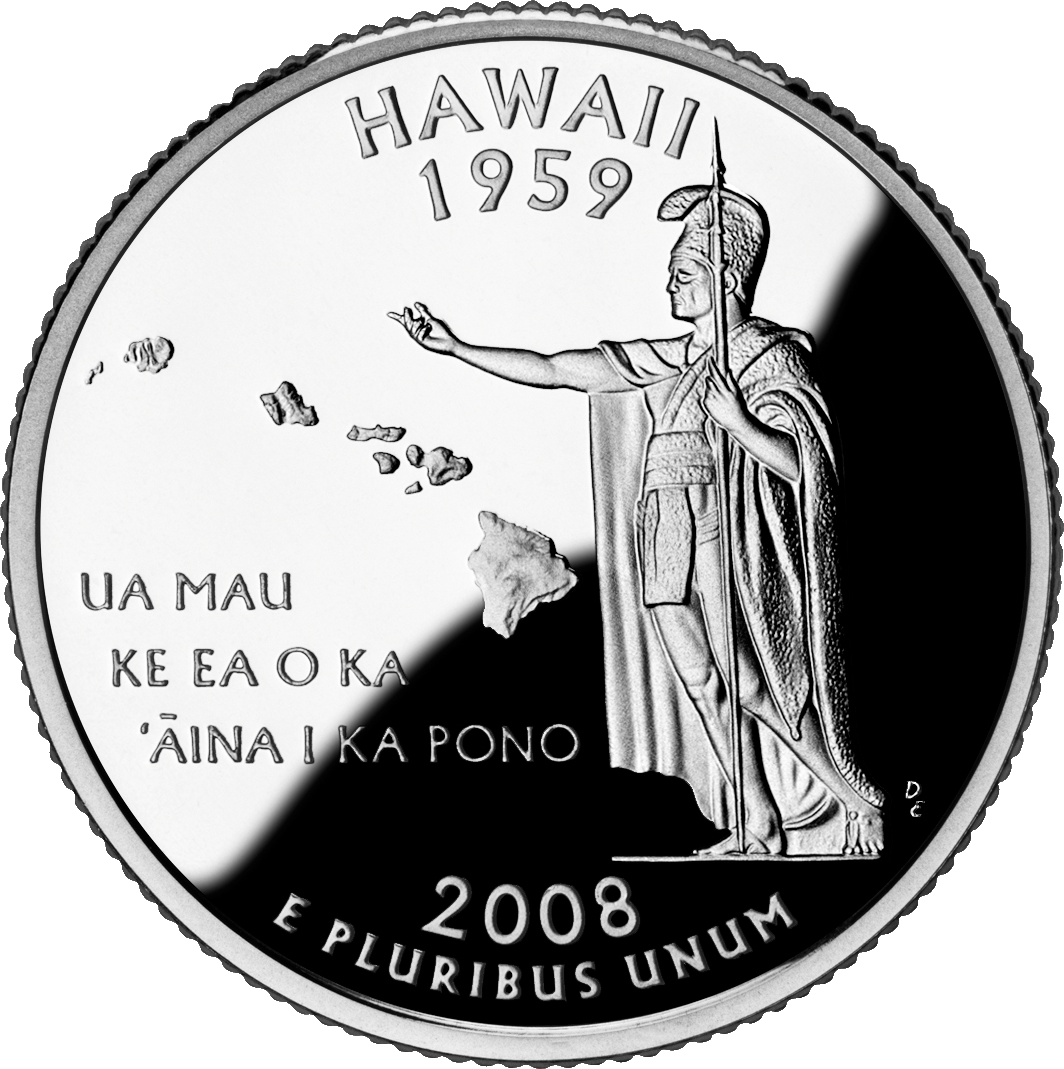
Ua Mau ke Ea o ka ʻĀina i ka Pono, o "exótico" lema do Havsi (Hawaii, HI), nas moedas conmemorativas de 25 centavos de dólar dedicadas ao Havai

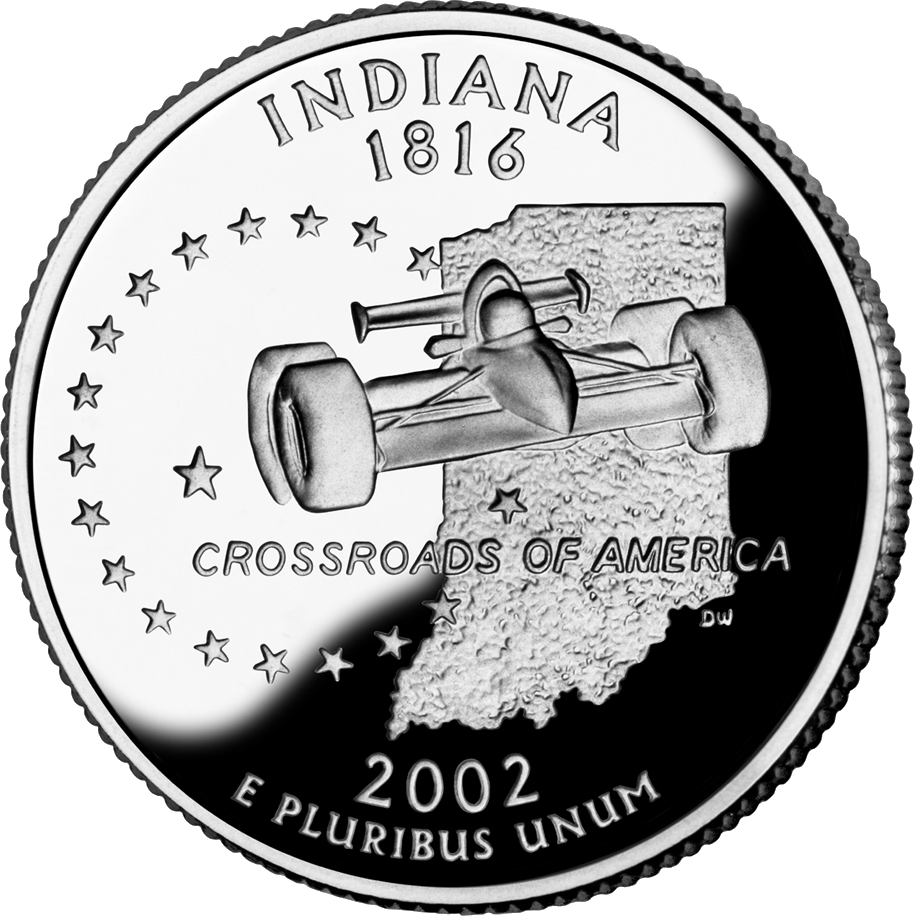
Crossroads of America ("A encruzilhada dos Estados Unidos"), o tradicional lema do Indiana (IN), mostrado nas suas moedas comemorativas.

Ad astra per aspera ("Para as estrelas através das dificuldades"), o lema do Kansas (KS), sobre o seu selo estatal.

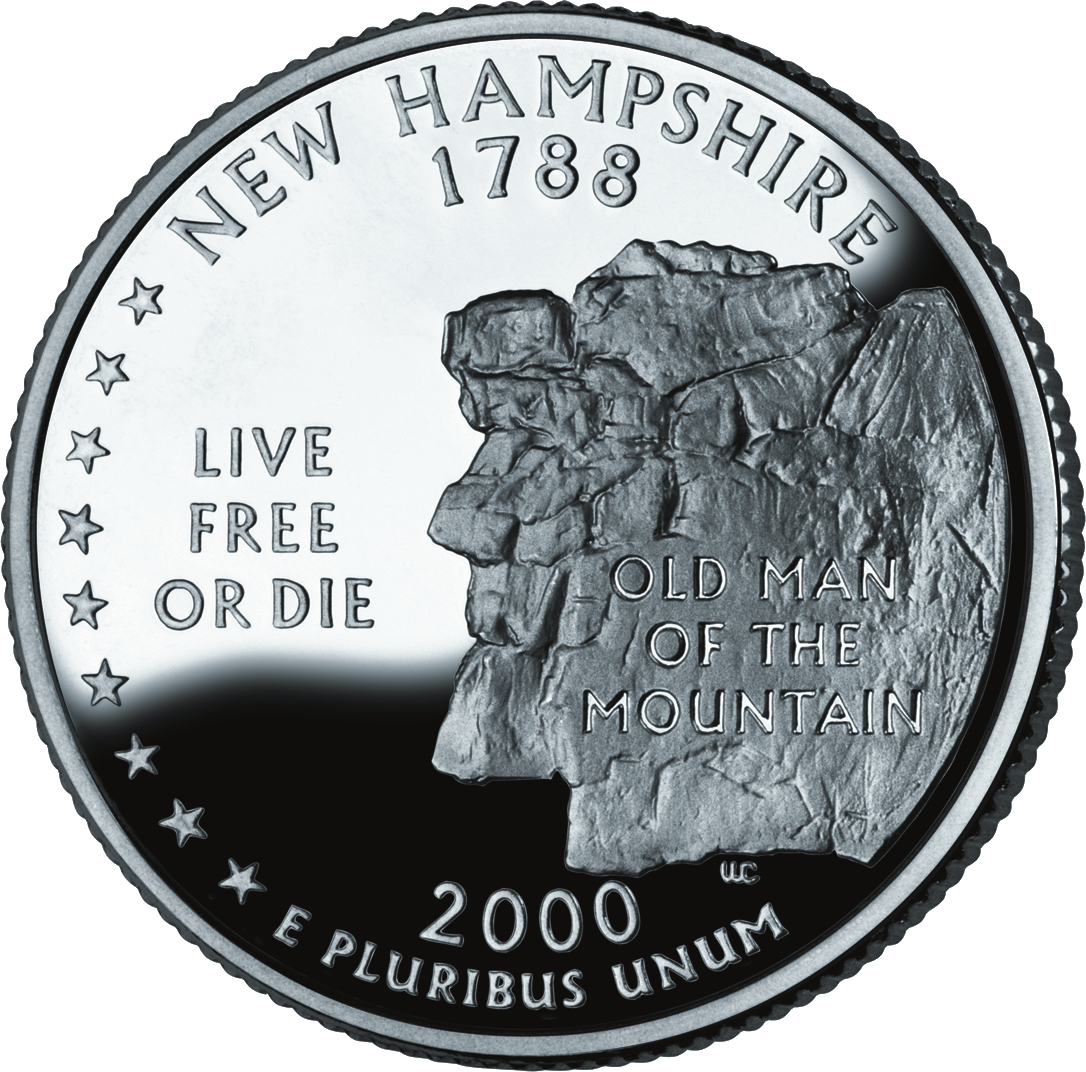
Live Free or Die (Viver Livre ou Morrer), lema de Nova Hampshire (NH) nas quarters (moedas de 25 centavos de dólar) dedicadas a esse estado.

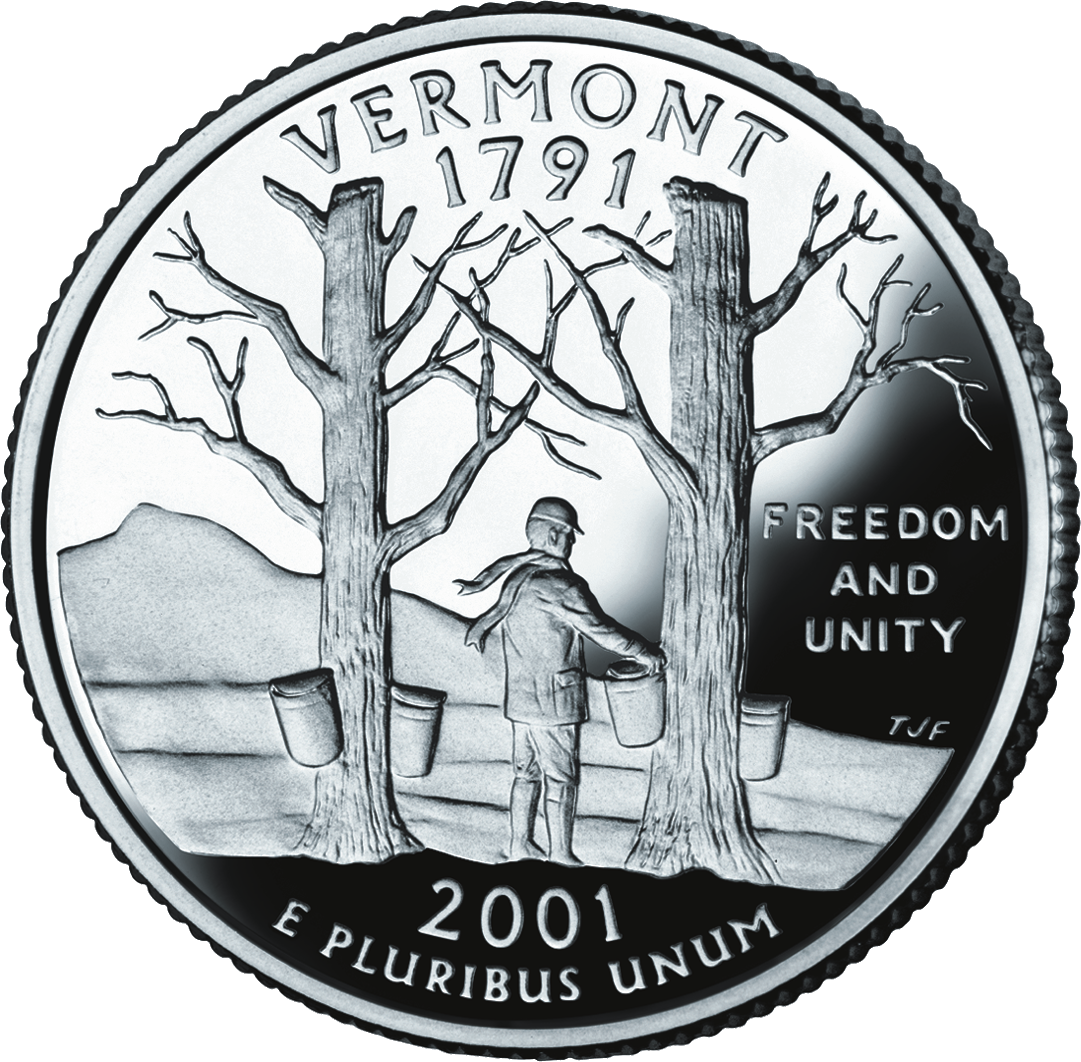
Freedom and unity (Liberdade e união), lema do também pequeno Vermont (VT), na sua série de moedas comemorativas.

Esta é a lista dos lemas oficiais dos cinquenta estados dos Estados Unidos (e do distrito de Colúmbia), os quais costumam ser formais - de facto, uns vinte destes estão diretamente escritos em latim - e não costumam variar ao longo do tempo. Não devem pois ser confundidos com os slogans estatais, que os governos dos diferentes estados costumam criar para tentar fomentar o turismo interno e externo (como por exemplo, Sunshine state -"estado soalheiro"- para referir-se à Flórida).
Os Estados Unidos como um todo têm dois lemas oficiais: desde 1789 a expressão latina E pluribus unum ("De muitos, um") e desde 1956 também o inglês In God we trust ("Em Deus confiamos"), embora este último tenha sido historicamente impresso no reverso das notas de dólar, e adoptado localmente pelo recém-mencionado estado da Flórida.
| N.° | Cód. | Estado               | Nome original (se difere) | Lema (oficial) | Idioma          | Tradução                                                                  | Ano de adopção oficial | Ref.          |
| --- | ---- | -------------------- | ------------------------- | --- | --------------- | ------------------------------------------------------------------------- | ---------------------- | ------------- |
| 1   | AL   | Alabama              |                           | Audemus jura nostra defendere | Latim           | "Ousamos a defender nossos direitos"                                      | 1923                   | [ 1 ]         |
| 2   | AK   | Alasca               | Alaska                    | North to the future | Inglês          | "Norte para o futuro"                                                     | 1967                   | [ 2 ]         |
| 3   | AZ   | Arizona              |                           | Ditat Deus | Latim           | "Deus Enriquece"                                                          | 1863                   | [ 3 ] [ 4 ]   |
| 4   | AR   | Arkansas             |                           | Regnat populus (originalmente Regnant populi)                                                                                            | Latim           | "As pessoas rigidas"                                                      | 1864, 1907             | [ 5 ]         |
| 5   | CA   | Califórnia           | California                | Eureka | Grego           | "Eu Descobri algo"                                                        | 1849                   | [ 6 ]         |
| 6   | NC   | Carolina do Norte    | North Carolina            | Esse quam videri | Latim           | "Ser mais que parecer"                                                    | 1893                   | [ 7 ]         |
| 7   | SC   | Carolina do Sul      | South Carolina            | Dum spiro espero / Animis opibusque parati                                                                                               | Latim           | "Enquanto respiro, tenho esperança" / "Pronta, em alma e recursos"        | 1776                   | [ 8 ] [ 9 ]   |
| 8   | CO   | Colorado             |                           | Nil sine numine | Latim           | "Nada sem a Providência"                                                  | 1861                   | [ 10 ]        |
| 9   | CT   | Connecticut          |                           | Qui transtulit sustinet | Latim           | "Aquele que veio (de outra terra) se sustenta"                            | 1662                   | [ 11 ]        |
| 10  | ND   | Dakota do Norte      | North Dakota              | Liberty and union, now and forever, one and inseparable (no Grande Selo do estado) / Strength from the soil (no escudo de armas estatal) | Inglês          | "Liberdade e união, agora e sempre, uma e inseparável" / "Força da Terra" | 1889                   | [ 12 ]        |
| 11  | SD   | Dakota do Sul        | South Dakota              | Under God the people rule | Inglês          | "Sob Deus o povo é soberano"                                              | 1885                   | [ 13 ]        |
| 12  | DE   | Delaware             |                           | Liberty and independence | Inglês          | "Liberdade e independência"                                               | 1847                   | [ 14 ]        |
| 13  | DC   | Distrito de Colúmbia | District of Columbia      | Justitia omnibus | Latim           | "Justiça para todos"                                                      | 1871                   | [ 15 ]        |
| 14  | FL   | Flórida              |                           | In God we trust | Inglês          | "Em Deus confiamos"                                                       | 1868                   | [ 16 ]        |
| 15  | GA   | Geórgia              |                           | Wisdom, justice and moderation | Inglês          | "Sabedoria, justiça e moderação"                                          | 1798                   | [ 17 ]        |
| 16  | HI   | Havai                | Hawaii                    | Ua mau ke ea o ka aina i ka pono | Havaiano        | "A vida da terra se perpetua na sua correção"                             | 1958                   | [ 18 ] [ 19 ] |
| 17  | ID   | Idaho                |                           | Esto perpetua | Latim           | "Que seja perpétuo"                                                       | 1890                   | [ 20 ]        |
| 18  | IL   | Illinois             |                           | State sovereignty, national union | Inglês          | "Soberania estatal, união nacional"                                       | 1819                   | [ 21 ]        |
| 19  | IN   | Indiana              |                           | The crossroads of America | Inglês          | "A encruzilhada da América"                                               | 1937                   | [ 22 ]        |
| 20  | IA   | Iowa                 |                           | Our liberties we prize and our rights we will maintain                                                                                   | Inglês          | "Amamos as nossas liberdades e manteremos os nossos direitos"             | 1847                   | [ 23 ]        |
| 21  | KS   | Kansas               |                           | Ad astra per aspera | Latim           | "Até às estrelas através das dificuldades"                                | 1861                   | [ 24 ]        |
| 22  | KY   | Kentucky             |                           | United we stand, divided we fall / Deo gratiam habeamus                                                                                  | Inglês / Latim  | "Unidos nos mantemos, divididos caímos" / "Demos graças a Deus"           | 1942, 2002             | [ 25 ]        |
| 23  | LA   | Luisiana             | Louisiana                 | Union, justice and confidence | Inglês          | "União, justiça e confiança"                                              | 1902                   | [ 26 ]        |
| 24  | ME   | Maine                |                           | Dirigo | Latim           | "(eu) dirijo"                                                             | 1820                   | [ 27 ]        |
| 25  | MD   | Maryland             |                           | Fatti maschii, parole femine | Italiano        | "Fatos masculinos, palavras femininas"                                    | 1874                   | [ 28 ] [ 29 ] |
| 26  | MA   | Massachusetts        |                           | Ense petit placidam sub libertate quietem                                                                                                | Latim           | "Pela a espada, busca a paz sob a liberdade"                              | 1775                   | [ 30 ]        |
| 27  | MI   | Michigan             |                           | Si quaeris peninsulam amoenam, circumspice / Tuebor                                                                                      | Latim           | "Se queres uma península amena, olha em teu redor" / "Defenderei"         | 1835                   | [ 31 ]        |
| 28  | MN   | Minnesota            | Minnesota                 | L'étoile du Nord (oficial) / Quae sursum volo videre (lema territorial)                                                                  | Francês / Latim | "A estrela do norte" / "Desejo ver o que está mais além"                  | 1861, 1849             | [ 32 ]        |
| 29  | MS   | Mississippi          | Mississippi               | Virtute et armis | Latim           | "Virtude e armas"                                                         | 1894                   | [ 33 ]        |
| 30  | MO   | Missouri             | Missouri                  | Salus populi suprema lex esto | Latim           | "Que o bem do povo seja a lei suprema"                                    | 1822                   | [ 34 ]        |
| 31  | MT   | Montana              |                           | Oro y plata | Espanhol        | Ouro e prata                                                              | 1865                   | [ 35 ]        |
| 32  | NE   | Nebraska             |                           | Equality before the law | Inglês          | "Igualdade perante a lei"                                                 | 1867                   | [ 36 ]        |
| 33  | NV   | Nevada               |                           | All for our country | Inglês          | "Tudo pelo nosso país"                                                    | 1866                   | [ 37 ]        |
| 34  | NJ   | Nova Jersey          | New Jersey                | Liberty and prosperity | Inglês          | "Liberdade e prosperidade"                                                | 1928                   | [ 38 ]        |
| 35  | NY   | Nova Iorque          | New York                  | Excelsior! | Latim           | "Ainda maior"                                                             | 1778                   | [ 39 ]        |
| 36  | NH   | Nova Hampshire       | New Hampshire             | Live Free or Die | Inglês          | "Viver livre ou morrer"                                                   | 1945                   | [ 40 ]        |
| 37  | NM   | Novo México          | New Mexico                | Crescit eundo | Inglês          | "Cresce à medida que avança"                                              | 1887                   | [ 41 ]        |
| 38  | OH   | Ohio                 |                           | With God, all things are possible | Latim           | "Com Deus, todas as coisas são possíveis"                                 | 1959                   | [ 42 ]        |
| 39  | OK   | Oklahoma             |                           | Labor vincit omnia | Latim           | "O trabalho tudo vence"                                                   | 1893                   | [ 43 ] [ 44 ] |
| 40  | OR   | Oregon               |                           | Alis volat propriis (antes The Union) | Latim           | "Ela voa com suas próprias asas" (antes "A união")                        | 1854                   |               |
| 41  | PA   | Pensilvânia          | Pennsylvania              | Virtue, liberty and independence | Inglês          | "Virtude, liberdade e independência"                                      | 1875                   | [ 45 ]        |
| 42  | RI   | Rhode Island         |                           | Hope | Inglês          | "Esperança"                                                               | 1664                   | [ 46 ]        |
| 43  | TN   | Tennessee            |                           | Agriculture and commerce | Inglês          | "Agricultura e comércio"                                                  | 1987                   | [ 47 ]        |
| 44  | TX   | Texas                |                           | Friendship / Remember El Alamo (lema da efémera República do Texas, nunca retirado oficialmente                                          | Inglês          | "Amizade" /"Recordem o Alamo"                                             | 1930                   | [ 48 ]        |
| 45  | UT   | Utah                 |                           | Industry | Inglês          | "Indústria"                                                               | 1959                   | [ 49 ]        |
| 46  | VT   | Vermont              |                           | Freedom and unity | Inglês          | "Liberdade e unidade"                                                     | 1779                   | [ 50 ]        |
| 47  | VA   | Virginia             |                           | Sic semper tyrannis | Latim           | "Assim [acontece] sempre aos tiranos"                                     | 1776                   | [ 51 ]        |
| 48  | WV   | Virgínia Ocidental   | West Virginia             | Montani semper liberi | Latim           | "Os montanheses são sempre livres"                                        | 1863                   | [ 52 ]        |
| 49  | WA   | Washington           |                           | Al-ki (Não oficial) | Chinook         | "No futuro"                                                               | -                      | [ 53 ]        |
| 50  | WI   | Wisconsin            |                           | Forward | Inglês          | "Avante"                                                                  | 1851                   | [ 54 ]        |
| 51  | WY   | Wyoming              |                           | Equal rights | Inglês          | "Direitos iguais "                                                        | 1893                   | [ 55 ]        |